# مارسيانو ديلا كيانا
مارسيانو ديلا كيانا (بالإيطالية: Marciano della Chiana) هي كومونا تقع في مقاطعة أريتسو في منطقة توسكانا الإيطالية، وتقع على بعد حوالي 70 كيلومترا (43 ميل) جنوب شرق فلورنسا وحوالي 20 كيلومترا (12 ميل) جنوب غرب أريتسو.
تقع مارسيانو ديلا كيانا على حدود البلديات التالية: أريزو، كاستيجليون فيورنتينو، فويانو ديلا كيانا، لوسينيانو، مونتي سان سافينو.
تعود أصول البلدة إلى العصور الوسطى، ويرجع تاريخها إلى هيمنة اللومبارديين في توسكانا ؛ وفي وقت لاحق استحوذت عليها بلدية أريتسو ثم جمهورية سيينا. في عام 1554 كانت مقر معركة مارسيانو (أو سكاناغالو).